# 1989-es Formula–1 olasz nagydíj
Az olasz nagydíj volt az 1989-es Formula–1 világbajnokság tizenkettedik futama.

## Futam
| Helyezés | #  | Versenyző             | Csapat                | Körök | Idő/Kiesések      | Rajthely | Pontok |
| -------- | -- | --------------------- | --------------------- | ----- | ----------------- | -------- | ------ |
| 1        | 2  | Alain Prost           | McLaren-Honda         | 53    | 1:19:27,550       | 4        | 9      |
| 2        | 28 | Gerhard Berger        | Ferrari               | 53    | + 7,326           | 2        | 6      |
| 3        | 5  | Thierry Boutsen       | Williams-Renault      | 53    | + 14,975          | 6        | 4      |
| 4        | 6  | Riccardo Patrese      | Williams-Renault      | 53    | + 38,722          | 5        | 3      |
| 5        | 4  | Jean Alesi            | Tyrrell-Ford          | 52    | + 1 kör           | 10       | 2      |
| 6        | 7  | Martin Brundle        | Brabham-Judd          | 52    | + 1 kör           | 12       | 1      |
| 7        | 23 | Pierluigi Martini     | Minardi-Ford          | 52    | + 1 kör           | 15       |        |
| 8        | 24 | Luis Perez-Sala       | Minardi-Ford          | 51    | + 2 kör           | 26       |        |
| 9        | 25 | René Arnoux           | Ligier-Ford           | 51    | + 2 kör           | 23       |        |
| 10       | 12 | Nakadzsima Szatoru    | Lotus-Judd            | 51    | Felfüggesztés     | 19       |        |
| 11       | 21 | Alex Caffi            | Dallara-Ford          | 47    | Motorhiba         | 20       |        |
| Kiesett  | 22 | Andrea de Cesaris     | Dallara-Ford          | 45    | Motorhiba         | 17       |        |
| Kiesett  | 1  | Ayrton Senna          | McLaren-Honda         | 44    | Motorhiba         | 1        |        |
| Kiesett  | 27 | Nigel Mansell         | Ferrari               | 41    | Váltó             | 3        |        |
| Kiesett  | 37 | Bertrand Gachot       | Onyx-Ford             | 38    | Hűtő              | 22       |        |
| Kiesett  | 19 | Alessandro Nannini    | Benetton-Ford         | 33    | Fékek             | 8        |        |
| Kiesett  | 16 | Ivan Capelli          | March-Judd            | 30    | Motorhiba         | 18       |        |
| Kiesett  | 26 | Olivier Grouillard    | Ligier-Ford           | 30    | Kipufogó          | 21       |        |
| Kiesett  | 11 | Nelson Piquet         | Lotus-Judd            | 23    | Kipördült         | 11       |        |
| Kiesett  | 3  | Jonathan Palmer       | Tyrrell-Ford          | 18    | Motorhiba         | 14       |        |
| Kiesett  | 9  | Derek Warwick         | Arrows-Ford           | 18    | Üzemanyagrendszer | 16       |        |
| Kiesett  | 17 | Nicola Larini         | Osella-Ford           | 16    | Váltó             | 24       |        |
| Kiesett  | 29 | Michele Alboreto      | Larrousse-Lamborghini | 14    | Elektronika       | 13       |        |
| Kiesett  | 15 | Maurício Gugelmin     | March-Judd            | 14    | Gázadás           | 25       |        |
| Kiesett  | 30 | Philippe Alliot       | Larrousse-Lamborghini | 1     | Kipördült         | 7        |        |
| Kiesett  | 20 | Emanuele Pirro        | Benetton-Ford         | 0     | Erőátvitel        | 9        |        |
| NK       | 8  | Stefano Modena        | Brabham-Judd          |       |                   |          |        |
| NK       | 10 | Eddie Cheever         | Arrows-Ford           |       |                   |          |        |
| NK       | 38 | Christian Danner      | Rial-Ford             |       |                   |          |        |
| NK       | 39 | Pierre-Henri Raphanel | Rial-Ford             |       |                   |          |        |
| NeK      | 36 | Stefan Johansson      | Onyx-Ford             |       |                   |          |        |
| NeK      | 40 | Gabriele Tarquini     | AGS-Ford              |       |                   |          |        |
| Kizárva  | 31 | Roberto Moreno        | Coloni-Ford           |       | Kizárva           |          |        |
| NeK      | 18 | Piercarlo Ghinzani    | Osella-Ford           |       |                   |          |        |
| NeK      | 34 | Bernd Schneider       | Zakspeed-Yamaha       |       |                   |          |        |
| NeK      | 35 | Szuzuki Aguri         | Zakspeed-Yamaha       |       |                   |          |        |
| NeK      | 33 | Oscar Larrauri        | Euro Brun-Judd        |       |                   |          |        |
| NeK      | 41 | Yannick Dalmas        | AGS-Ford              |       |                   |          |        |
| NeK      | 32 | Enrico Bertaggia      | Coloni-Ford           |       |                   |          |        |

## Statisztikák
Vezető helyen:
- Ayrton Senna: 44 (1-44)
- Alain Prost: 9 (45-53)

Alain Prost 39. (R) győzelme, 31. (R) leggyorsabb köre, Ayrton Senna 38. (R) pole-pozíciója.
- McLaren 79. győzelme.

## Érdekesség
A McLarennél a pilóták nem tarthatják meg a trófeákat, hanem automatikusan a csapat vitrinjébe kerülnek. Prostnak megromlott a viszonya a csapatával, majd ezen a hétvégén megegyezett a Ferrarival. Mivel Prost nem akarta, hogy a McLarenhez kerüljön a trófea, ezért inkább kihajította a célegyenesben álló emberek közé.